# پرتاب نیزه

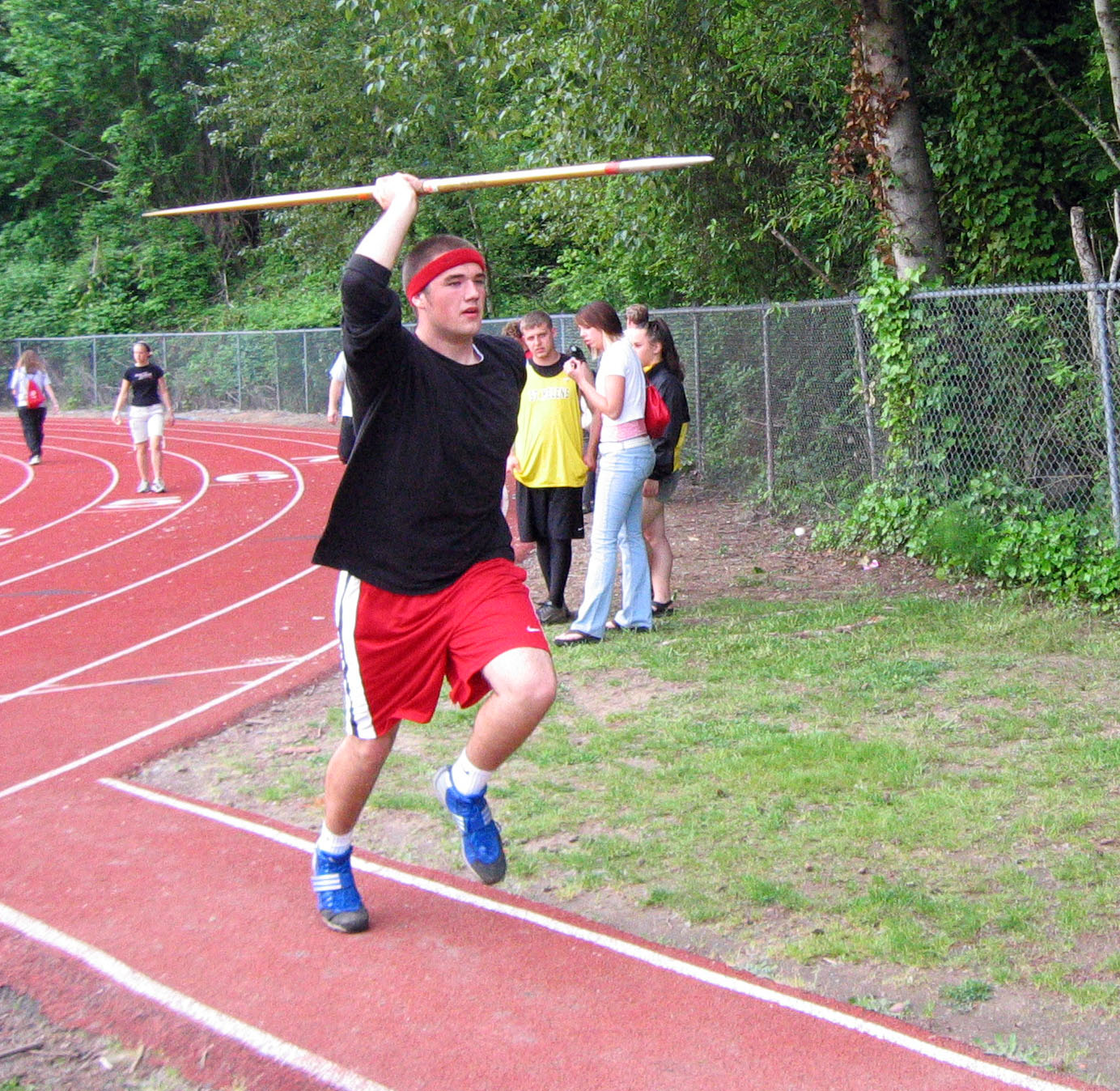
پرتاب نیزه.

پرتاب نیزه یکی از رشته‌های دو و میدانی است.
در این رشتهٔ ورزشی، ورزشکار می‌کوشد تا نیزه‌ای از جنس فلز یا آلومینیوم و یا چوب را به فاصله‌ای هرچه دورتر پرتاب کند.
فدراسیون جهانی دوومیدانی، در اول آوریل ۱۹۸۶، در طراحی نیزهٔ ویژهٔ مردان تغییراتی داد. همچنین، این فدراسیون، در سال ۱۹۹۹ در طراحی نیزهٔ زنان نیز تغییراتی اعمال کرد.
رکورددار پرتاب نیزهٔ مردان (با طراحی جدید) یان ژلزنی با رکورد ۹۸٫۴۸ است. او ۵ بار رکورد جهان را تغییر داده‌است.
جنس نیزه از آلیاژ آلومینیوم فشرده یا چوب است و سه بخش دارد: بدنه؛ قسمت طناب پیچی شده برای گرفتن نیزه و نوک فلزی، وزن نیزه برای مردان ۸۰۰ گرم و طول آن حداکثر ۲۷۰ و حداقل ۲۶۰ سانتی متر است. این ارقام برای زنان ۶۰۰ گرم با طول حداکثر ۲۳۰ و حداقل ۲۲۰ سانتی متر می باشد. مرکز ثقل نیزه برای مردان بین حداکثر ۱۶ و حداقل ۱۴ سانتی متر می باشد. مقطع عرضی نیزه دایره ای شکل است و در کل به شکل ایرودینامیک ساخته شده است.
ناحیهٔ پرتاب مسافت مسیر دورخیز در پرتاب نیزه باید حداکثر ۵/۳۶ متر و حداقل ۳ متر باشد. دالان پرتاب نیزه را دو خط موازی به پهنای ۵ سانتی متر که در فاصله ۴ متری یکدیگر قرار دارند تشکیل شده است. قوس انتهائی دالان پرتاب جزئی از محیط دایره ای است که به شعاع ۸ متر ترسیم می شود و در واقع محدودهٔ انتهائی پرتاب را مشخص می کند. برای مشخص کردن قطاع یا ناحیهٔ فرود پرتاب، مرکز دایره به شعاع ۸ متر را به دو انتهای قوس انتهائی پرتاب وصل می کنیم و سپس خطوط به دست آمده را مطابق تصویر (۱۷ - ۱۶)، در یک خط مستقیم ادامه می دهیم (زاویهٔ بین دو شعاع در حدود ۲۹ درجه خواهد بود). پهنای قوس انتهائی دالان پرتاب باید به عرض ۷ سانتی متر باشد و از جنس چوب یا فلز و هم سطح با زمین است. البته می توان در صورت دسترسی نداشتن به قوس آماده، با گچ آن را روی زمین ترسیم کرد.